# Язовки (Минская область)
Язовки, также Язовка (бел. Язоўкi, Язоўка) — деревня в Червенском районе Минской области. Входит в состав Ляденского сельсовета.

## Географическое положение
Находится примерно в 11 километрах юго-восточнее райцентра, в 30 километрах от железнодорожной станции Пуховичи на линии Минск-Осиповичи.

## История
Упоминается с XVIII века как деревня Язовка. На 1800 год принадлежала Г. Шевичу, входила в состав Игуменского уезда Минской губернии, в то время там насчитывалось 4 двора, 47 жителей. В 1844 году в деревне построили деревянную церковь. В середине XIX века населённый пункт входил в состав имения Ивановск, принадлежавшего роду Шевичей. На 1858 год насчитывалось 17 дворов. В 1884 году открыта школа грамоты. Согласно переписи населения Российской Империи 1897 года входила в состав Юровичской волости, в которой были православная церковь и школа церковной грамоты, в это время в деревне был 61 двор, проживал 391 человек. На начало XX века — 62 двора, 467 жителей. В 1910 году в школе обучались 27 учеников (все мальчики). В 1912 году на базе школы создано одноклассное народное училище. как застенок, где насчитывалось 10 дворов и 83 жителя. На 1908 год околица в 9 дворов, где проживали 66 человек. На 1917 год деревня относилась к Хуторской волости, здесь было 67 дворов, проживали 466 человек. С февраля по декабрь 1918 года деревня была оккупирована немецкими войсками, с августа 1919 по июль 1920 — польскими. После Октябрьской революции и окончательного вхождения в состав БССР в деревне открылась рабочая школа 1-й ступени, на 1922 год здесь было 50 учеников. 20 августа 1924 года вошла в состав вновь образованного Колодежского сельсовета Червенского района Минского округа (с 20 февраля 1938 — Минской области). Согласно переписи населения СССР 1926 года насчитывалось 97 дворов, проживало 494 человека. Во время Великой Отечественной войны деревня была оккупирована немецко-фашистскими захватчиками в июле 1941 года. На фронтах погибли 29 её жителей. В июле 1944 года освобождена. После 1960 года была передана в Ляденский сельсовет. На 1997 год насчитывалось 47 домов, 107 жителей, функционировал магазин.

## Население
- 1800 — 4 двора, 47 жителей.
- 1858 — 17 дворов.
- 1897 — 61 двор, 391 житель.
- начало XX века — 62 двора, 467 жителей.
- 1917 — 67 дворов, 466 жителей.
- 1926 — 97 дворов, 494 жителя.
- 1997 — 47 дворов, 107 жителей.
- 2013 — 30 дворов, 60 жителей.